# Карабастау (Сайрамский район)
Карабастау (каз. Қарабастау, до 1999 года — Орджоникидзе) — упразднённое село в Сайрамском районе Туркестанской области Казахстана. В 2014 году включено в состав города Шымкент и исключено из учетных данных. Входило в состав Жулдызского сельского округа. Код КАТО — 515245500.

## Население
В 1999 году население села составляло 3510 человек (1756 мужчин и 1754 женщины). По данным переписи 2009 года, в селе проживало 5177 человек (2580 мужчин и 2597 женщин).